# Geografija Uzbekistana
Uzbekistan je država v Srednji Aziji, ki leži med Aralskim jezerom na severu in gorovjem Pamir na jugovzhodu. Ima površino 447.000 km² od tega 425.400 km² kopnega in 22.000 km² voda.
Uzbekistan se razteza 1425 km od zahoda proti vzhodu in 930 km od severa proti juga. Na jugozahodu meji na Turkmenistan, na severu na Kazahstan in na jugu in vzhodu na Tadžikistan in Kirgizistan.  Na SZ obsega tudi delto reke Amu Darja, ki se izliva v Aralsko jezero in del Ustjurtske planote.
Uzbekistan je ena od večjih držav v Srednji Aziji in edina, ki meji na vse štiri prej navedene. Na jugu ima tudi kratko mejo z Afganistanom. Uzbekistan je tudi ena od le dveh držav na svetu, ki nimajo morske obale in ki je v celoti obkrožena z drugimi takimi državami. Druga je Liechtenstein.
Dolžina meje znaša skupaj 6.221 km. Države s katerimi meji so: Afghanistan 137 km, Kazahstan 2.203 km, Kirgizstan 1.099 km, Tadžkistan 1.161 km, Turkmenistan 1.621 km.
Morske obale kot rečeno nima, obsega pa 420 km obale južnega dela Aralskega jezera.
Najnižja točka je Sariqarnish Kuli z -12 m nmv.
Najvišja točka je gora Khazret Sultan s 4643 m in leži v območju Gissar, na meji s Tadžikistanom.

## Površje in vode
Površje Uzbekistana je raznoliko. Zahodni del obsega osrednje Turansko nižavje, ki ga sestavljajo puščavske ravnice (skoraj 80 % ozemlja), bolj proti vzhodu pa so gričevja in gorski grebeni, ki dosegajo približno 4500 m nadmorske višine. Ta del že sodi v Nebeško gorovje (Tjanšan) - predgorje Pamirja, ki se nadaljuje v sosednjem Kirgizistanu in Tadžikistanu in tvori naravno mejo med Srednjo Azijo in Kitajsko. Velika puščava Kizilkum (v prevodu 'rdeči pesek' - v ruščini Kyzyl Kum) je razdeljena med Kazahstan in Uzbekistan. Najbolj rodovitni del Uzbekistana je Ferganska dolina, to je območje veliko okoli 21.440 km² (je 300 km dolga in 120 km široka) in leži vzhodno od puščave Kizilkum, v porečju Sir Darje, na severu, jugu in vzhodu pa jo obkroža Nebeško gorovje. Zahodni konec doline je omejen s potekom reke Sir Darja, ki teče po vsem severovzhodnem delu Uzbekistana v puščavo Kizilkum. Čeprav Ferganska dolina prejme le 100-300 milimetrov dežja na leto, je zaradi obilice vode iz gorskih rek in potokov ter namakanja najbolj rodovitna.
Druga pomembna značilnost površja Uzbekistana je potresna aktivnost, ki prevladuje v večjem delu države. V velikem potresu leta 1966 je bil popolnoma uničen Taškent, več drugih potresov pa je povzročilo veliko škodo pred in po tem. Posebej občutljiva na potrese so gorska območja, saj so del obsežnega Himalajskega pogorja, ki se zaradi podrivanja Indijske tektonske plošče pod Evrazijsko, še vedno dviga.
Vodni viri so neenakomerno razporejeni in so redki. Dve največji reki, ki tečeta skozi Uzbekistan sta Amu Darja (2540 km) in Sir Darja (3019 km) in izvirata v gorah Tadžikistana in Kirgizistana in imata ledeniški vodni režim (največ vode imata od aprila do septembra). Ti dve reki predstavljata glavna porečja osrednje Azije in se uporabljata predvsem za namakanje. Skupaj s sistemom umetnih kanalov, ki so bili zgrajeni v več stoletjih omogočajo rabo obsežnih obdelovalnih zemljišč v Ferganski dolini in drugod po Uzbekistanu. Tretja večja reka je še Zarafšon, ki prav tako izvira v gorah. Na meji s Turkmenistanom leži plitvo jezero Sarigamiš.

## Klima
Uzbekistan ima celinsko podnebje, z vročimi poletji in hladnimi zimami. Poletne temperature od meseca junija do avgusta pogosto presežejo 40 ° C (poprečno 32 °C),  zimske temperature so povprečno okoli -2 ° C, lahko pa padejo tudi do -40 ° C. Večina države je tudi precej sušne, s povprečno letno količino padavin med 100 in 200 mm, ki se pojavljajo predvsem pozimi in spomladi, tudi v obliki snega, ki pa ga ni veliko. V gorah je padavin več in jih pade  do 1000 mm.

## Naravni viri
Uzbekistan ima velika nahajališča rud in fosilnih goriv, ki jih bolj izkoriščajo šele v novejšem času. Naravni viri so: 
- zemeljski plin (v Ferganski dolini in puščavi Kizilkum),
- nafta, premog,
- velika nahajališča zlata (Murunrau v puščavi Kizilkum),
- uran, srebro, baker, svinec in cink, volfram, molibden (vse v Kuraminskem gorovju),
- vodna energija (imajo nekaj elektrarn).

## Kmetijstvo
Uzbekistan ima 4,48 milijona hektarjev njiv ali 10% površine, 375.000 hektarjev trajnih nasadov in 22,8 milijona hektarjev puščavskih pašnikov. Glavni pridelki so: pšenica, riž, ječmen, paradižnik, krompir in druga zelenjava, bombaž in bombažno seme, sadje (jabolka, slive, marelice, grozdje), meso in mleko ter volna in svila.
Uzbekistan je eden največjih pridelovalcev bombaža na svetu.